# Manfred Wankmüller
Manfred Wankmüller (* 25. Dezember 1924 in Gerabronn; † 13. Februar 1988 ebenda) war ein deutscher Schriftsteller und Journalist.

## Leben
Wankmüller wuchs in Gerabronn auf, machte Abitur in Heilbronn und studierte nach Kriegsende und seiner Rückkehr aus der Gefangenschaft in Würzburg Germanistik und in Heidelberg Soziologie. Danach arbeitete er als Journalist für das Hohenloher Tagblatt in Gerabronn.
Bekannt wurde er durch seine Kurzgeschichten über die Menschen in Hohenlohe, die im hauptsächlich ländlichen Gebiet Hohenlohe Wein-, Ackerbau und Viehzucht betreiben und an den Flüssen Kocher, Jagst, Tauber in und um die Städte Künzelsau, Öhringen, Langenburg und Schwäbisch Hall herum leben. Es geht meist um die „kleinen Leute“, die Bauern, Viehzüchter, die Maurer oder beispielsweise einen Lokomotivführer, der von einem Amtsherren aus Stuttgart kontrolliert werden soll und sich durch die Aufnahme von einer großen Portion „Stinkkäse“ und Knoblauch den gebührenden Abstand verschafft. Wankmüller war allerdings kein Mundartdichter, denn seine Bücher sind überwiegend in Hochdeutsch verfasst, und nur die wörtlichen Reden der handelnden Personen sind im Dialekt wiedergegeben.